# Kamenz (district)
Districtul Kamenz este un Kreis în landul Saxonia, Germania. 
1. ↑  Bundesgesetzblatt, 27 septembrie 2004, p. 2350